# Pisek (Dakota Północna)
Pisek – miasto w Stanach Zjednoczonych, w stanie Dakota Północna, w hrabstwie Walsh.